# ارسلان‌شاه دوم (سلجوقیان کرمان)
ارسلان‌شاه بن طغرل‌شاه، دهمین حاکم قاوردی کرمان و پسر طغرل‌شاه بود که بعد از مرگ برادر خود در سال ۵۷۰ هجری به قدرت رسید. وی درگیر منازعات جانشینی با برادران خود یعنی بهرام‌شاه و توران‌شاه دوم شد و سرانجام در سال ۵۷۲ هجری در نبرد با برادر خود توران‌شاه دوم شکست خورد و شکسته شد.